# Tribunal Constitucional Plurinacional
El Tribunal Constitucional Plurinacional, antes Tribunal Constitucional de Bolivia, es el órgano que ejerce el control concentrado y plural de la constitucionalidad en Bolivia. Fue creado originariamente por la reforma constitucional aprobada en 1994,y operativamente empezó a funcionar en 1999 luego de que los lineamientos constitucionales de su estructura y funcionamiento fueran establecidos por la Ley 1836 de de 1998 (Ley del Tribunal Constitucional).    
Actualmente, la estructura, organización y funcionamiento de este alto Tribunal, se encuentran regulados por la Ley 027 de 2010 (Ley del Tribunal Constitucional Plurinacional).  
Los procedimientos de las Acciones de Defensa y recursos que se pueden plantear ante esta instancia, se encuentran previstos en la Ley 254 de 2012 (Código Procesal Constitucional).  
La configuración constitucional del Tribunal Constitucional Plurinacional de Bolivia, se encuentra establecida en los arts. 196 a 204 de la Constitución Política del Estado (CPE), norma que determina que las funciones principales de este órgano consisten en: velar por la supremacía de la Constitución, ejercer el control de constitucionalidad y precautelar el respeto y la vigencia de los derechos y garantías constitucionales. 

## Aportes a la democracia
En Bolivia, un país de corta tradición democrática, el Tribunal Constitucional desde el inicio de su labor ha generado importantes avances para la democracia, para la vigencia del Estado de Derecho y principalmente para contener el uso abusivo del poder político. Esta realidad se encuentra por demás documentada en las casi 15.000 Sentencias Constitucionales emitidas, en las mismas se han producido líneas jurisprudenciales que reflejan el espíritu democrático del órgano jurisdiccional, puesto que constantemente ha velado por la vigencia de los principios que informan la tradición democrática resultante de un proceso histórico de reconocimiento de los valores humanos esenciales. 

## Composición
Su conformación esta integrada por una sala compuesta por: la presidencia (un magistrado) y cuatro salas compuestas por dos magistrados (presidente de sala y magistrado), haciendo un total de 9 magistrados. 

### Requisitos para su elección
Para ser magistrados, los candidatos deben ser preseleccionados por la Asamblea Legislativa Plurinacional de Bolivia por dos tercios de votos de los presentes en la sesión de elección. Los candidatos preseleccionados se someten a elección mediante el voto secreto en circunscripción departamental, es decir, que cada magistrado es electo por cada uno de los departamentos bolivianos.

### Duración del mandato y reelección
El periodo constitucional de funciones, al igual que en el caso de los ministros, es de 6 años. Sin poder ser reelegidos en cuanto no pase un periodo temporal similar al que utilizaron en el desempeño de funciones en la magistratura constitucional.

### Otras características
En caso de sindicación de delitos en ejercicio de sus funciones gozan del mismo proceso penal cualificado que los ministros de la Corte Suprema de Justicia.

## Competencias y decisiones
Las competencias del Tribunal Constitucional de Bolivia se encuentran descritas en el art. 202 de la CPE y gran parte de su Ley orgánica, las mismas pueden sintetizarse a tres campos de acción:
- 1) Protección de derechos y garantías integrantes del bloque de constitucionalidad.
- 2) Control normativo de la constitucionalidad de los actos del Gobierno.
- 3) Control del ejercicio del poder estatal.

Las sentencias que emite el Tribunal Constitucional de Bolivia no permiten recurso ulterior para su 
consideración,  son vinculantes en función a las reglas de vinculatoriedad que la jurisprudencia constitucional boliviana ha desarrollado en Bolivia.

### Procedimientos constitucionales
Protección de derechos y garantías integrantes del bloque de constitucionalidad; 
a) Revisión de las resoluciones dictadas en los recursos de habeas corpus, amparo constitucional y hábeas data; b) recurso contra resoluciones legislativas, sean congresales o camarales 
Control normativo de la constitucionalidad de los actos del Gobierno 
- 1) El recurso de inconstitucionalidad abstracto;
- 2) El recurso de inconstitucionalidad concreto;
- 3) Las acciones de impugnación a las resoluciones legislativas o camarales, gobernaciones o municipales que formule el Órgano Ejecutivo;
- 4) Recursos contra tributos sean impuestos, tasas, patentes o contribuciones; y
- 5) Las demandas de infracción de procedimientos de reforma de la Constitución.

### Control del ejercicio del poder estatal
a) Los conflictos de competencia que pudiesen suscitarse entre los órganos del poder central, de estos con la Corte nacional Electoral o las Cortes Departamentales Electorales, entre los órganos del poder central con los órganos de administración departamental como son las prefecturas, o con los gobiernos locales autónomos como son los gobiernos municipales, los conflictos que se susciten entre los gobiernos municipales, o de estos con las administraciones departamentales
b) El recurso directo de nulidad que procede contra todo acto o resolución de autoridad pública que usurpe funciones o ejerza una jurisdicción y competencia que no emane de la Ley.

## Integrantes

### Miembros actuales

#### Presidente
- Gonzalo Hurtado Zamorano (auto prorrogado).[2]

#### Magistrados
- MSc. Georgina Amusquivar Moller
- MSc. Brigida Celia Vargas Barañado
- MSc. Karem Lorena Gallardo Sejas
- MSc. Julia Elizabeth Cornejo Gallardo
- MSc. Isidora Jiménez Castro
- Abog. Gonzalo Miguel Hurtado Zamorano
- Abog. René Yván Espada Navía
- Dr. Petronilo Flores Condori

### Ex Miembros

#### Ex presidentes
- Dr. Ruddy José Flores Monterrey
- Dra. Elizabeth Iñiguez de Salinas
- Dr. Willman Ruperto Durán Ribera †
- Dr. René Baldivieso Guzmán
- Dr. Hugo de la Rocha Navarro †
- Dr. Pablo Dermizaky Peredo †

#### Ex magistrados
- Dra. Silvia Salame Farjato
- Dr. Artemio Arias Romano
- Dr. Wálter Alfredo Raña Arana
- Dra. Martha Rojas Álvarez
- Dr. José Antonio Rivera Santiváñez
- Dr. Felipe Tredinnick Abasto †
- Dr. Rolando Roca Aguilera
- Dr. Pastor Ortiz Matos †
- Dr. Alcides Alvarado†
- Dr. Jaime Urcullo

## Cuestionamientos

### Los auto prorrogados
En la actualidad la composición de sus miembros está siendo cuestionado por cierto sector de la política [¿quién?] debido a la prórroga del mandato incumpliendo así lo establecido para su elección y duración. 